# Salvia peratica
Salvia peratica là một loài thực vật có hoa trong họ Hoa môi. Loài này được Paine miêu tả khoa học đầu tiên năm 1875.